# Лампи, Вели
Ве́ли Ла́мпи (фин. Veli Lampi; родился 18 июня 1984 года, Сейняйоки) — финский футболист, защитник. Раннее выступал за швейцарский «Цюрих» и «Арау», украинский «Арсенал», и за финские команды Вейккауслиги ХИК и ВПС. В национальной сборной Финляндии дебютировал в 2006 году.